# Gewog di Patshaling
Il gewog di Patshaling, anche detto Patale, è uno dei dodici raggruppamenti di villaggi del distretto di Tsirang, nella regione Centrale, in Bhutan.